# Leichtathletik-Europameisterschaften 1954/1500 m der Männer

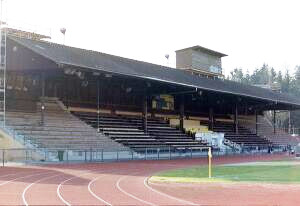
Tribüne des Stadions Neufeld in Bern

Der 1500-Meter-Lauf der Männer bei den Leichtathletik-Europameisterschaften 1954 wurde am 26. und 29. August 1954 im Stadion Neufeld in Bern ausgetragen.
Europameister wurde der Brite Roger Bannister, der Berühmtheit erlangt hatte durch seine Traummeile. Den zweiten Platz belegte der Däne Gunnar Nielsen. Bronze ging an den Tschechoslowaken Stanislav Jungwirth.

## Rekorde

### Bestehende Rekorde
| Weltrekord           | 3:41,8 min | John Landy       | Turku, Finnland     | 21. Juni 1954   |
| Europarekord         | 3:42,2 min | Roger Bannister  | Vancouver, Kanada   | 7. August 1954  |
| Meisterschaftsrekord | 3:47,2 min | Willem Slijkhuis | EM Brüssel, Belgien | 27. August 1950 |

Anmerkung zum Welt- und Europarekord:

Beide Zeiten wurden jeweils in Rennen über eine englische Meile (1609,34 m) erzielt. An der 1500-Meter-Marke war wie damals häufig praktiziert jeweils eine zusätzliche Zeitmessung installiert.

### Rekordverbesserungen
Der bestehende EM-Rekord wurde verbessert und darüber hinaus gab es zwei neue Landesrekorde.
- Meisterschaftsrekord:
  - 3:43,8 min – Roger Bannister (Großbritannien), Finale am 29. August
- Landesrekorde:
  - 3:43,8 min – Roger Bannister (Großbritannien), Finale am 29. August
  - 3:44,4 min – Gunnar Nielsen (Dänemark), Finale am 29. August

## Vorrunde
26. August 1954, 17:30 Uhr
Die Vorrunde wurde in drei Läufen durchgeführt. Die ersten vier Athleten pro Lauf – hellblau unterlegt – qualifizierten sich für das Finale.

### Vorlauf 1

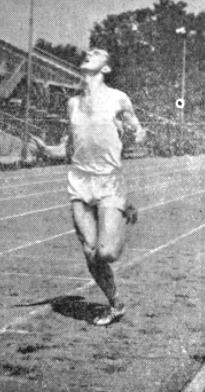
Als Fünfter des ersten Vorlaufs verpasste Andrej Vipotnik das Finale um einen Rang

| Platz | Name                | Nation           | Zeit (min) |
| ----- | ------------------- | ---------------- | ---------- |
| 1     | Günter Dohrow       | BR Deutschland   | 3:51,0     |
| 2     | Stanislav Jungwirth | Tschechoslowakei | 3:51,2     |
| 3     | Roger Bannister     | Großbritannien   | 3:51,8     |
| 4     | Alfred Langenus     | Belgien          | 3:51,8     |
| 5     | Andrej Vipotnik     | Jugoslawien      | 3:52,2     |
| 6     | Edmund Potrzebowski | Polen            | 3:52,2     |
| 7     | Wladimir Bagrejew   | Sowjetunion      | 3:53,0     |
| 8     | August Sutter       | Schweiz          | 3:54,4     |
| 9     | Ekrem Koçak         | Türkei           | 3:57,4     |
| 10    | Richard Badet       | Frankreich       | 3:57,8     |

### Vorlauf 2

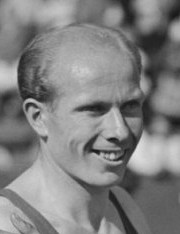
Gaston Reiff – u. a. Olympiasieger 1948 über 5000 Meter – erreichte als Sechster des zweiten Vorlaufs nicht das Finale

| Platz | Name               | Nation       | Zeit (min) |
| ----- | ------------------ | ------------ | ---------- |
| 1     | Veliša Mugoša      | Jugoslawien  | 3:51,0     |
| 2     | Sándor Iharos      | Ungarn       | 3:51,2     |
| 3     | Ingvar Ericsson    | Schweden     | 3:51,4     |
| 4     | Jorma Kakko        | Finnland     | 3:51,4     |
| 5     | Roger Müller       | Luxemburg    | 3:52,0     |
| 6     | Gaston Reiff       | Belgien      | 3:57,0     |
| 7     | Evangelos Depastas | Griechenland | 3:58,2     |
| 8     | Heinz Thoet        | Schweiz      | 4:01,0     |
| 9     | Manuel Macías      | Spanien      | 4:10,6     |

### Vorlauf 3

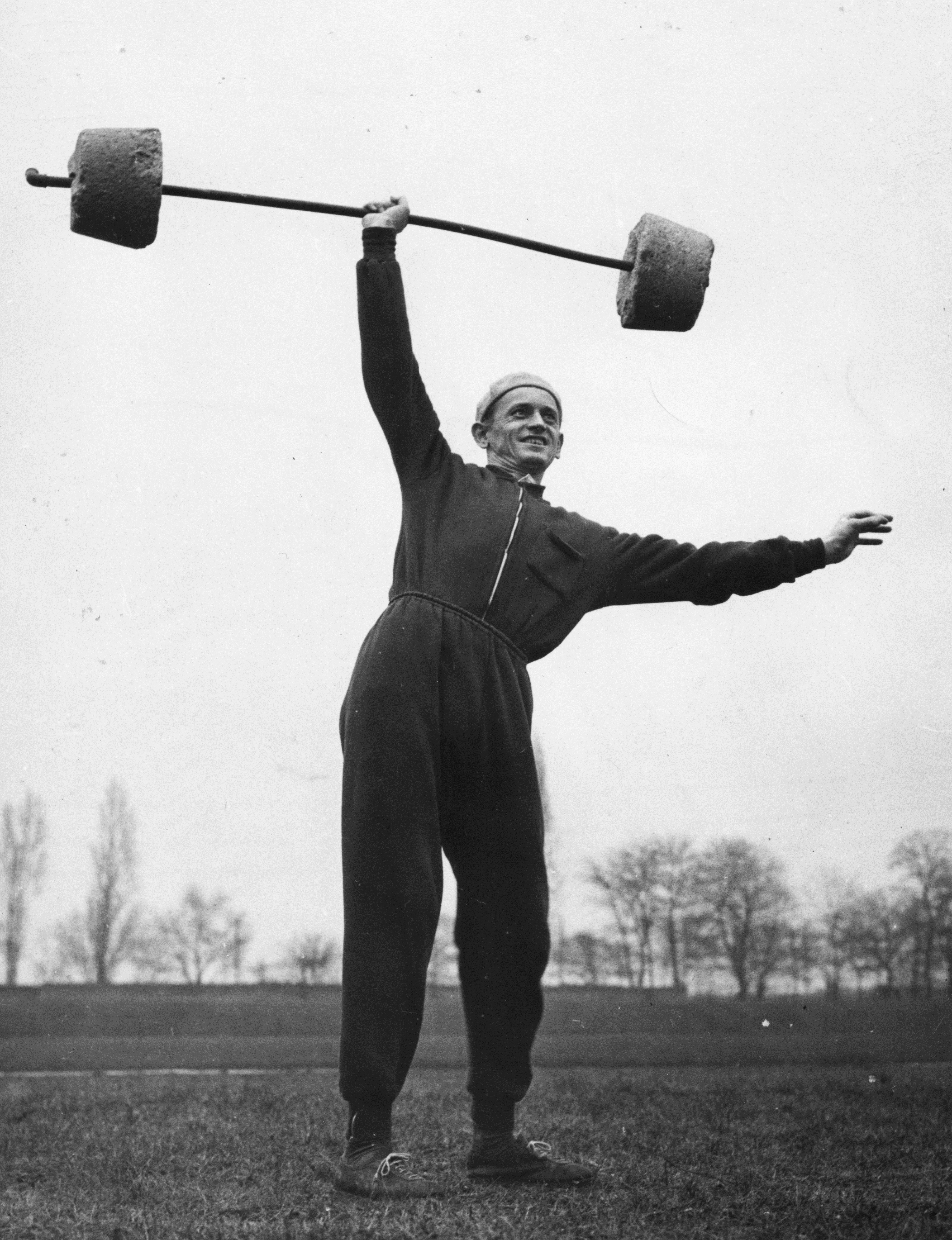
Zu Beginn seiner Karriere scheiterte István Rózsavölgyi hier als Sechster des dritten Vorlaufs

| Platz | Name                     | Nation           | Zeit (min) |
| ----- | ------------------------ | ---------------- | ---------- |
| 1     | Werner Lueg              | BR Deutschland   | 3:53,2     |
| 2     | Ian Boyd                 | Großbritannien   | 3:53,2     |
| 3     | Gunnar Nielsen           | Dänemark         | 3:53,6     |
| 4     | Denis Johansson          | Finnland         | 3:53,8     |
| 5     | Antoine Vincendon        | Frankreich       | 3:54,6     |
| 6     | István Rózsavölgyi       | Ungarn           | 3:54,6     |
| 7     | Alexander Zvolensky      | Tschechoslowakei | 3:55,2     |
| 8     | Kazimierz Żbikowski      | Polen            | 3:56,6     |
| 9     | Dimitrios Konstantinidis | Griechenland     | 3:57,6     |
| 10    | Turhan Göker             | Türkei           | 4:01,2     |

## Finale

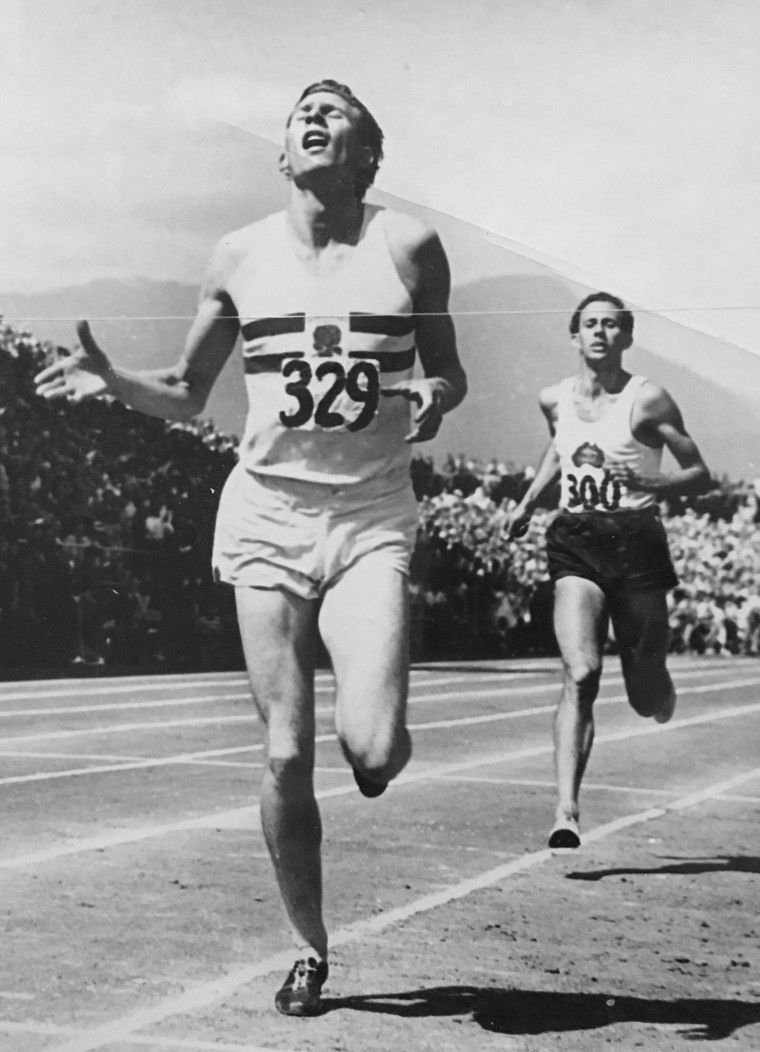
Nach seiner Traummeile[1] wurde Roger Bannister nun Europameister
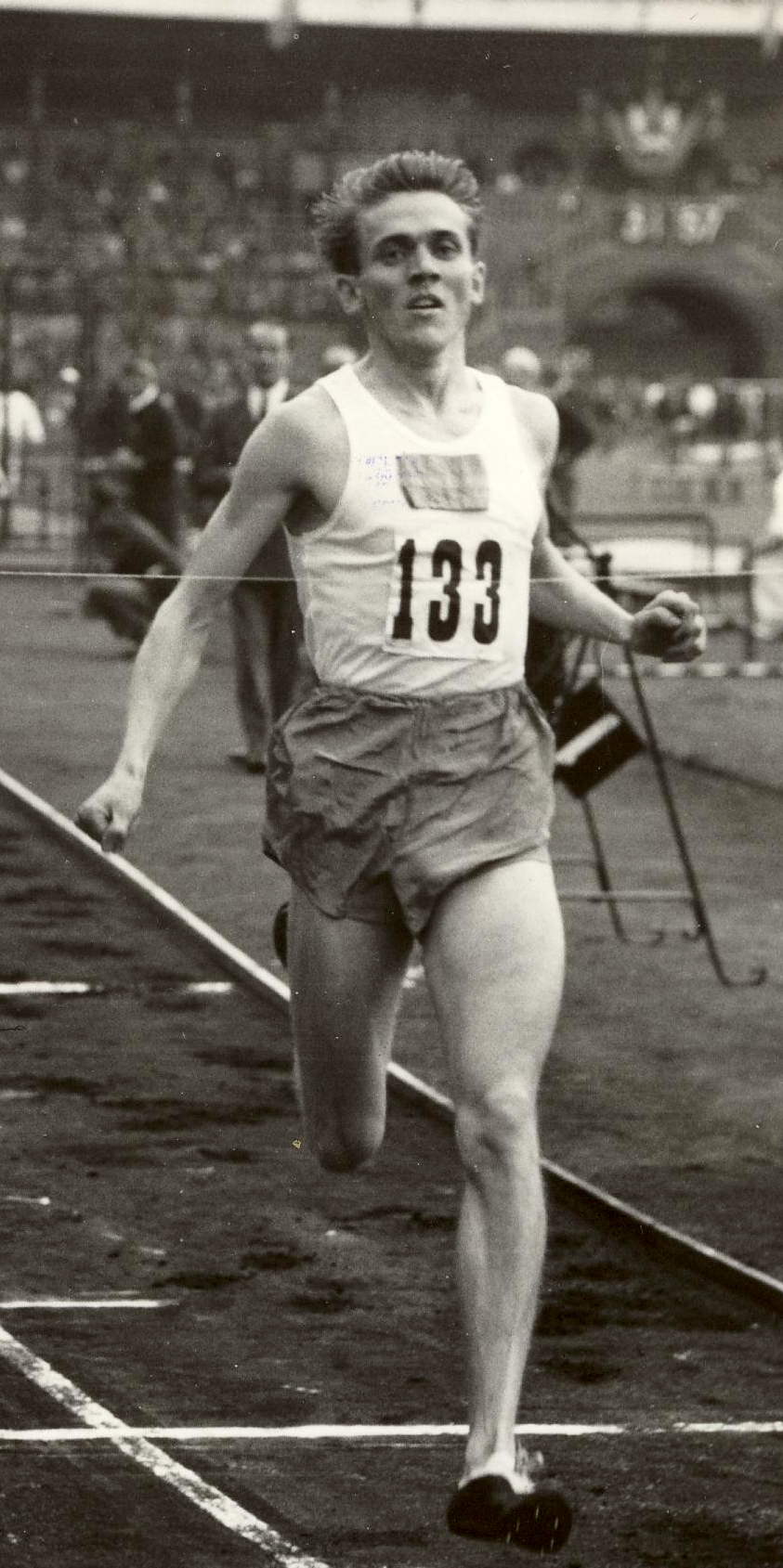
Ingvar Ericsson erreichte Platz vier

29. August 1954
| Platz | Name                | Nation           | Zeit (min)   |
| ----- | ------------------- | ---------------- | ------------ |
| 1     | Roger Bannister     | Großbritannien   | 3:43,8 CR/NR |
| 2     | Gunnar Nielsen      | Dänemark         | 3:44,4 NR    |
| 3     | Stanislav Jungwirth | Tschechoslowakei | 3:45,4       |
| 4     | Ingvar Ericsson     | Schweden         | 3:46,2       |
| 5     | Werner Lueg         | BR Deutschland   | 3:46,4       |
| 6     | Sándor Iharos       | Ungarn           | 3:47,0       |
| 7     | Denis Johansson     | Finnland         | 3:47,4       |
| 8     | Günter Dohrow       | BR Deutschland   | 3:48,2       |
| 9     | Ian Boyd            | Großbritannien   | 3:49,2       |
| 10    | Jorma Kakko         | Finnland         | 3:51,8       |
| DNF   | Veliša Mugoša       | Jugoslawien      |              |
| DNS   | Alfred Langenus     | Belgien          |              |

## Video
- European Games - Bannister Wins (1954), youtube.com, abgerufen am 30. Juni 2022